# Giro del Medio Brenta
El Giro del Medio Brenta es una carrera ciclista profesional italiana de un día, que se disputa en la unión comunal del Medio Brenta (provincia de Padua), en el mes de julio.
Se creó en 1986 como prueba amateur y en 1996 pasó a ser una prueba profesional en categoría 1.5. Desde la creación de los Circuitos Continentales UCI en 2005 forma parte del UCI Europe Tour, dentro de la categoría 1.2 (última categoría del profesionalismo). En el 2006 no se disputó.

## Palmarés
| Año  | Ganador                | Segundo                 | Tercero               |
| ---- | ---------------------- | ----------------------- | --------------------- |
| 1986 | Giorgio Furlan         | Paolo Dal Bianco        | Silvano Lorenzon      |
| 1987 | Dario Bottaro          | Fabrizio Nespoli        | Gabriele Bezzi        |
| 1988 | Giuliano Pavanello     | Stefano Dalla Pozza     | Dario Bottaro         |
| 1989 | Cristian Zanolini      | Carlo Cobalchini        | Biagio Conte          |
| 1990 | Paolo Lanfranchi       | Davide Rebellin         | Gabriele Valentini    |
| 1991 | Valerio Galeazzi       | Corrado Braga           | Carlo Finco           |
| 1992 | Gilberto Simoni        | Cristian Zanolini       | Emilio Mazzer         |
| 1993 | Ilario Scremin         | Amilcare Tronca         | Gabriele Dalla Valle  |
| 1994 | Mirko Lauria           | Michele Colleoi         | Alessandro Brendolin  |
| 1995 | Claudio Camin          | Oscar Dalla Costa       | Alessandro Nascimbene |
| 1996 | Marco Gili             | Pavel Shumanov          | Alain Turicchia       |
| 1997 | Marco Serpellini       | Andrea Patuelli         | Michele Laddomada     |
| 1998 | Matteo Tosatto         | Emanuele Lupi           | Nicola Ramacciotti    |
| 1999 | Devis Miorin           | Fabio Malberti          | Fausto Dotti          |
| 2000 | Matteo Carrara         | Alesandro Baronti       | Thomas Mühlbacher     |
| 2001 | Sasa Sviben            | Andris Reiss            | Maurizio Vandelli     |
| 2002 | Damiano Cunego         | Leonardo Bertagnolli    | Remmert Wielinga      |
| 2003 | Przemysław Niemiec     | Timothy David Jones     | Francesco Bellott     |
| 2004 | Ruslan Pidgornyy       | Andrea Moletta          | Maurizio Carta        |
| 2005 | Manuele Spadi          | Fortunato Baliani       | Paolo Bailetti        |
| 2006 | No se disputó          | No se disputó           | No se disputó         |
| 2007 | Adriano Angeloni       | Alessio Signego         | Luigi Sestili         |
| 2008 | Robert Vrečer          | Massimo Giunti          | Alessandro Donatti    |
| 2009 | Christian Delle Stelle | Andrea Piechele         | Enrico Battaglin      |
| 2010 | Luigi Miletta          | Diego Zanco             | Eldar Dzhabrailov     |
| 2011 | Moreno Moser           | Enrico Battaglin        | Dennis Vanendert      |
| 2012 | Matteo Busato          | Matteo Marcolin         | Matthias Krizek       |
| 2013 | Federico Rocchetti     | Matteo Collodel         | Alex Turrin           |
| 2014 | Klemen Štimulak        | Roman Semyonov          | Gianluca Miliani      |
| 2015 | Michele Gazzara        | Paolo Brundo            | Simone Petilli        |
| 2016 | Fausto Masnada         | Mark Padun              | Nicola Gaffurini      |
| 2017 | Michele Gazzara        | Amanuel Ghebreigzabhier | Andrea Garosio        |
| 2018 | Alexander Evtushenko   | Simone Ravanelli        | Abderrahim Zahiri     |
| 2019 | Simone Ravanelli       | Filippo Zana            | Fabio Mazzucco        |
| 2020 | No se disputó          | No se disputó           | No se disputó         |
| 2021 | Didier Merchán         | Henok Mulueberhan       | Simone Raccani        |
| 2022 | Thomas Pesenti         | Davide De Pretto        | Andrea Garosio        |
| 2023 | Giulio Pellizzari      | Luca Cretti             | Manuele Tarozzi       |
| 2024 | Sergio Meris           | Cesare Chesini          | Alessandro Borgo      |
| 2025 | Filippo Turconi        | Luca Cretti             | Valerio Conti         |

## Palmarés por países
| País      | Victorias |
| --------- | --------- |
| Italia    | 31        |
| Eslovenia | 3         |
| Polonia   | 1         |
| Ucrania   | 1         |
| Rusia     | 1         |
| Colombia  | 1         |